# 스완스
스완스(Swans)는 미국의 포스트-펑크(post-punk) 밴드이다. 원래는 1982년부터 1997년까지 활동하였는데, 리드 싱어이자 송라이터로 여러 악기를 연주하는(multi-instrumentalist) 마이클 기라(Michael Gira)가 이끌었다. 밴드는 1980년대 뉴욕 노 웨이브 신(New York No Wave scene)에 등장하여 10년이 넘는 세월 동안 변하지 않고 한결 같은 음악을 만들어낸 몇 안되는 밴드이다.
1982년 기라에 의하여 결성된 스완스는 1997년 팀이 해체하기 전까지 여러 명의 음악가를 고용하였다. 기라 이외에 1984년부터 1997년까지 키보드, 보컬, 송라이터인 자르보(Jarboe)가 유일한 고정 멤버였고, 기타리스트 노만 웨스트버그(Norman Westberg)는 반정도 고정(Semi-constant) 멤버였다.
밴드는 윙윙거리는(Drone) 보컬과 비범한 연주로 주목받았다. 2010년 기라는 자르보없이 재가동시켰다. 재정비된 밴드는 두 장의 스튜디오 음반 «우리 아버지는 저를 하늘로 향하는 밧줄로 안내할 거에요 My Father Will Guide Me Up a Rope to the Sky»(2010), «예언자 the Seer»(2012)를 발매하였다.

## 음반 목록

### 스튜디오 음반
- «Filth» (1983)
- «Cop» (1984)
- «Greed» (1986)
- «Holy Money» (1986)
- «Children of God» (1987)
- «The Burning World» (1989)
- «White Light from the Mouth of Infinity» (1991)
- «Love of Life» (1992)
- «The Great Annihilator» (1995)
- «Soundtracks for the Blind» (1996)
- «My Father Will Guide Me up a Rope to the Sky» (2010)
- «The Seer» (2012)
- «To Be Kind» (2014)
- «The Glowing Man» (2016)
- «Leaving Meaning» (2019)
- «The Beggar» (2023)
- «Birthing» (2025)

## 멤버
- 마이클 기라 Michael Gira – 기타, 보컬
- 크리스토프 한 Christoph Hahn – 기타
- 토르 헤리슨 Thor Harris – 드럼, 퍼커션, 비브라폰, 덜시머(dulcimer), 키보드
- 크리스 프라브디카 Chris Pravdica – 베이스 기타
- 필 풀리오 Phil Puleo – 드럼, 퍼커션, 덜시머
- 노만 웨스트버그 Norman Westberg – 기타